# Яча
Яча (рос. Яча) — присілок у Венгеровському районі Новосибірської області Російської Федерації.
Входить до складу муніципального утворення Усть-Ламенська сільрада. Населення становить 21 особа (2010).

## Історія
Згідно із законом від 2 червня 2004 року органом місцевого самоврядування є Усть-Ламенська сільрада.

## Населення
| 2002 | 2007 | 2010 |
| ---- | ---- | ---- |
| 28   | ↘22  | ↘21  |